# Шарутин, Трефил
Трефил (Трофим) Шарутин — русский зодчий.

## Биография

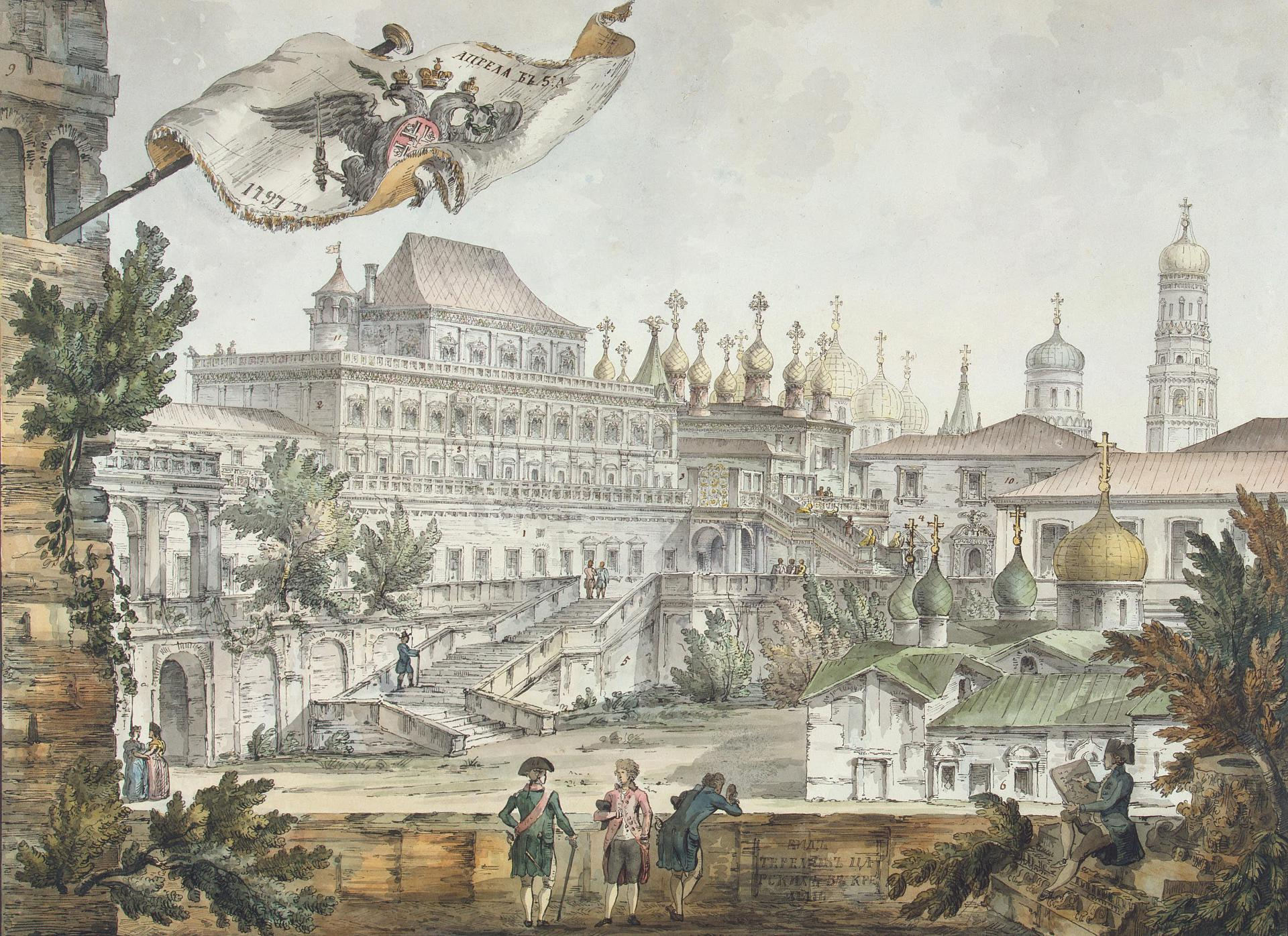
Теремной дворец. Рисунок Джакомо Кваренги, 1797. Государственный Эрмитаж

Происходил из семьи зодчих города Кашина.
В 1634 году Шарутин вместе с Антипом Константиновым возвел трёхшатровую Преображенскую церковь в Алексеевском монастыре.
В 1635—1636 годах принимал участие в возведении Теремного дворца царя Михаила Фёдоровича.
Участвовал в восстановлении ограды Пафнутьево-Боровского монастыря после разрушений Смутного времени.
В 1642 году с Иваном Неверовым строил каменные палаты Печатного двора в Москве, которые в перестроенном виде дошли до наших дней.
Строил также первый русский напорный водопровод в Москве.